# Homolka (přírodní památka, okres Jičín)
Homolka je přírodní památka poblíž obce Borek v okrese Jičín. Oblast spravuje Agentura ochrany přírody a krajiny ČR.
Důvodem ochrany je louka a křovinaté stráně s výskytem vstavače bledého (Orchis pallens).

## Galerie

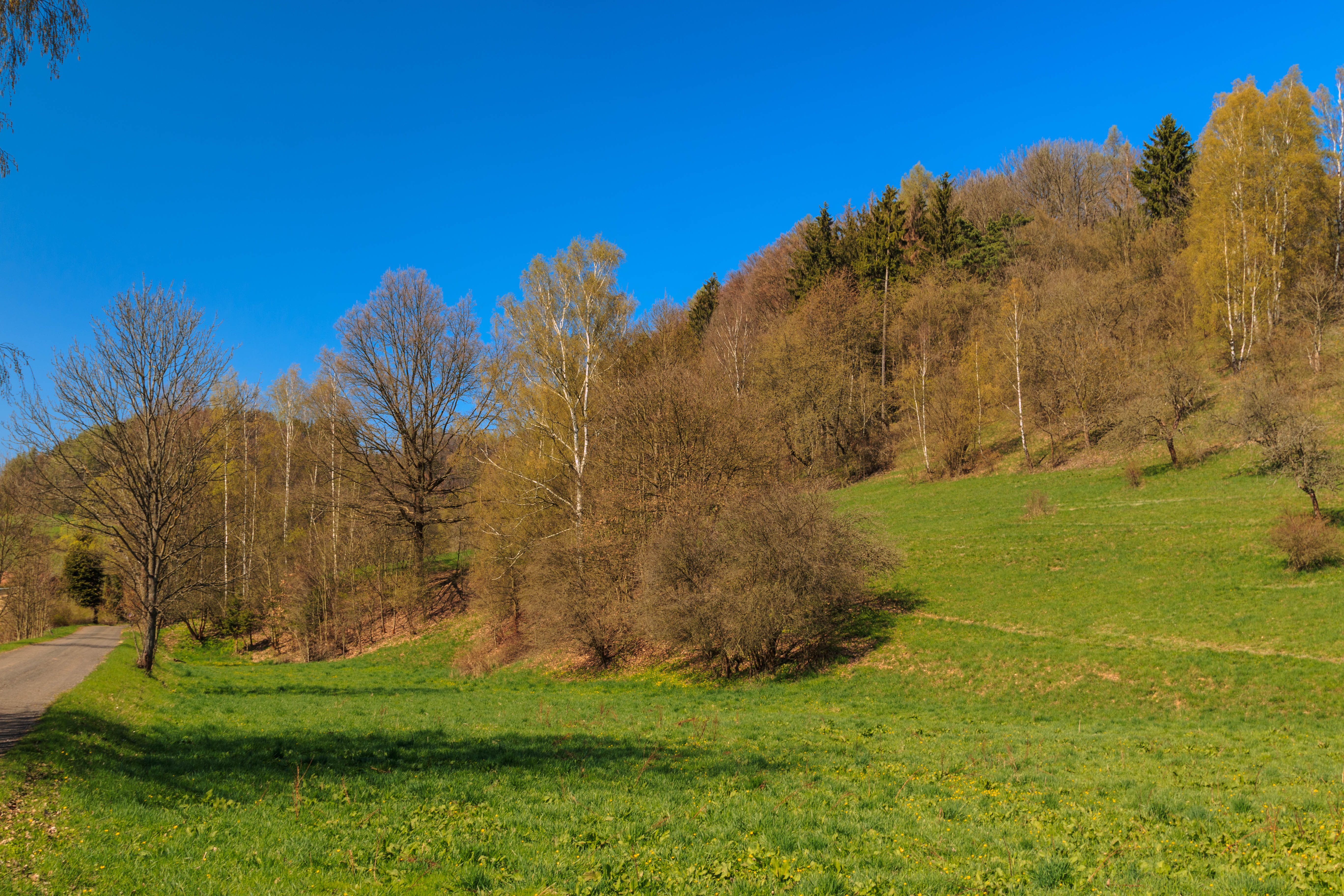
Přírodní památka Homolka
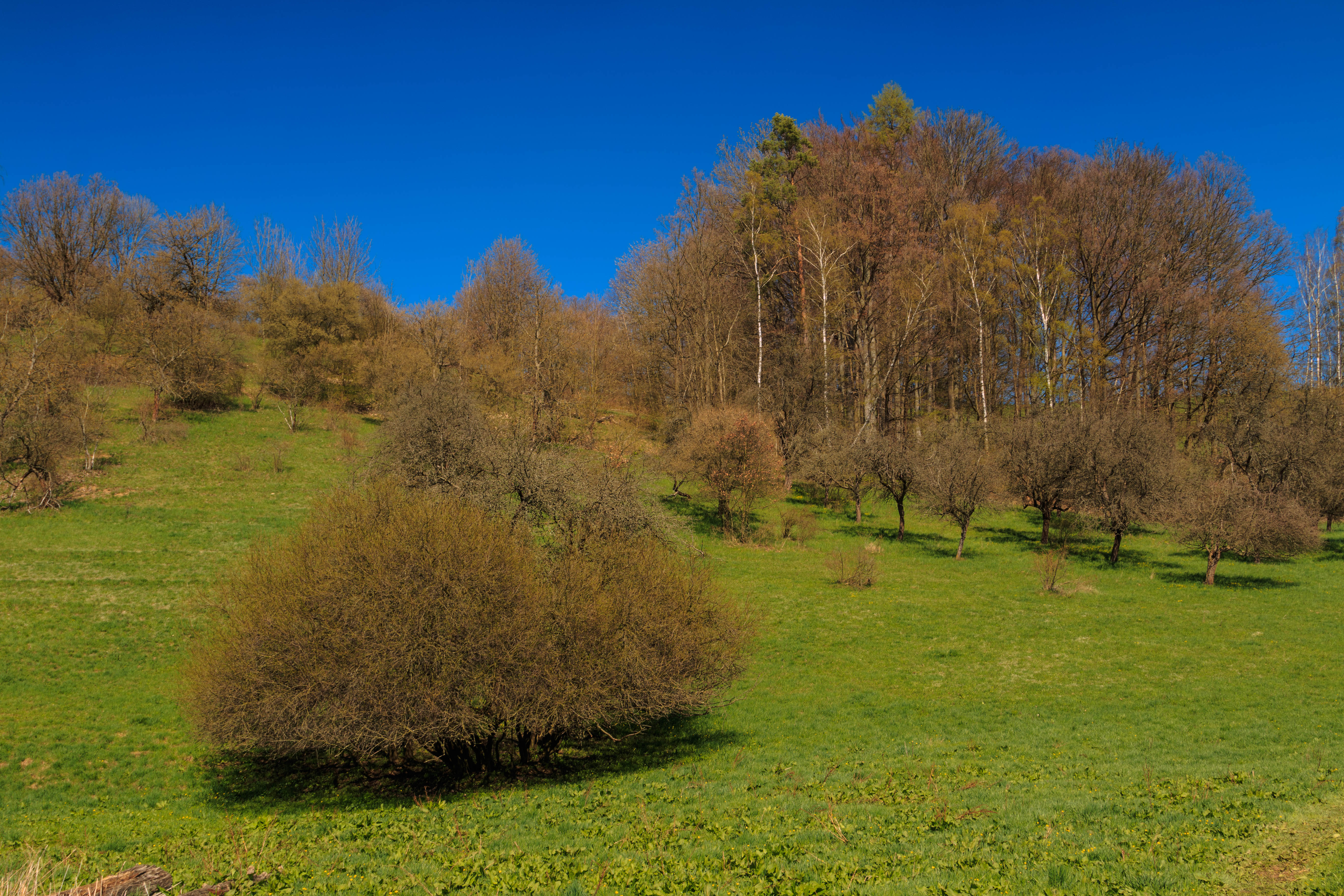
Přírodní památka Homolka
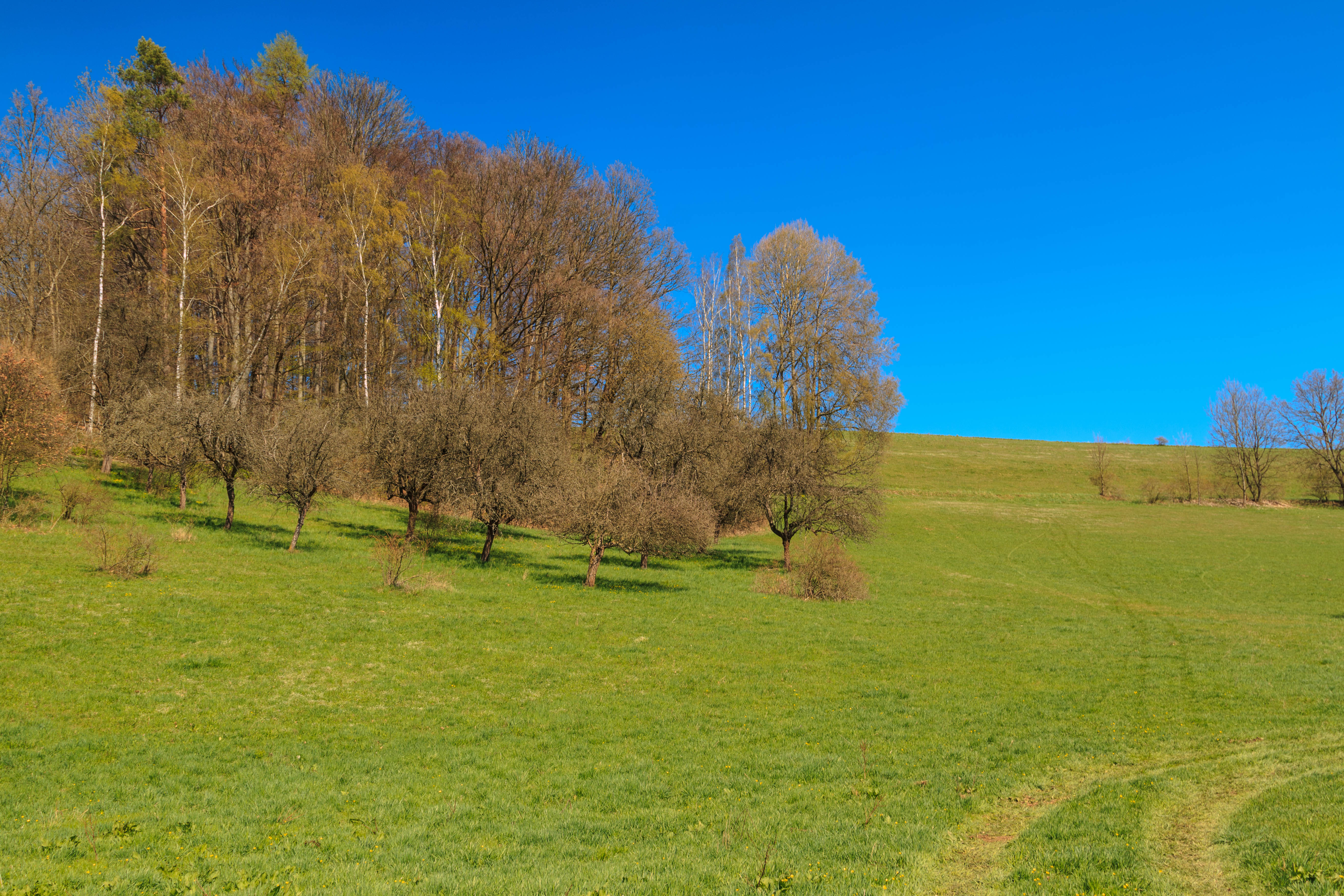
Přírodní památka Homolka
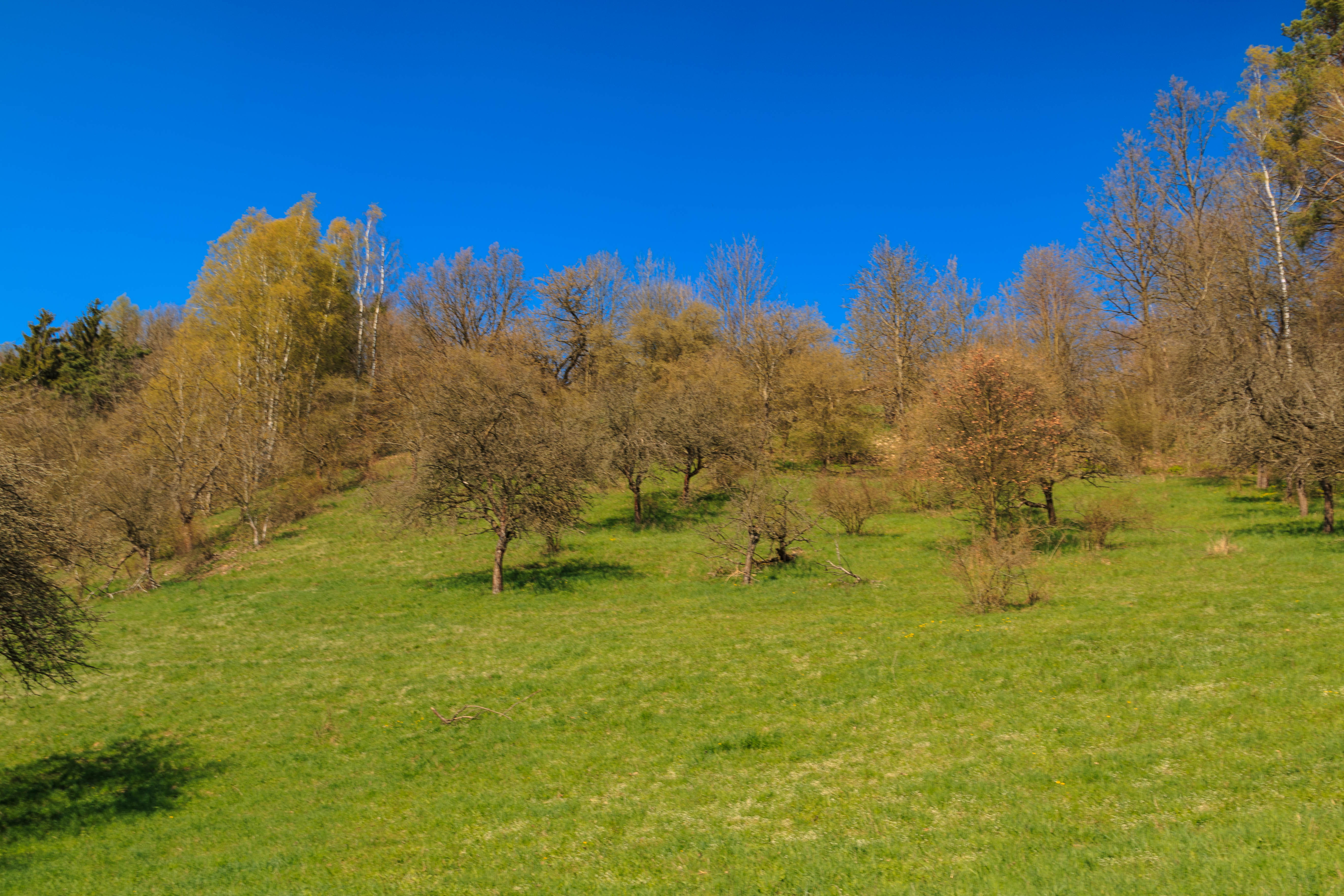
Přírodní památka Homolka
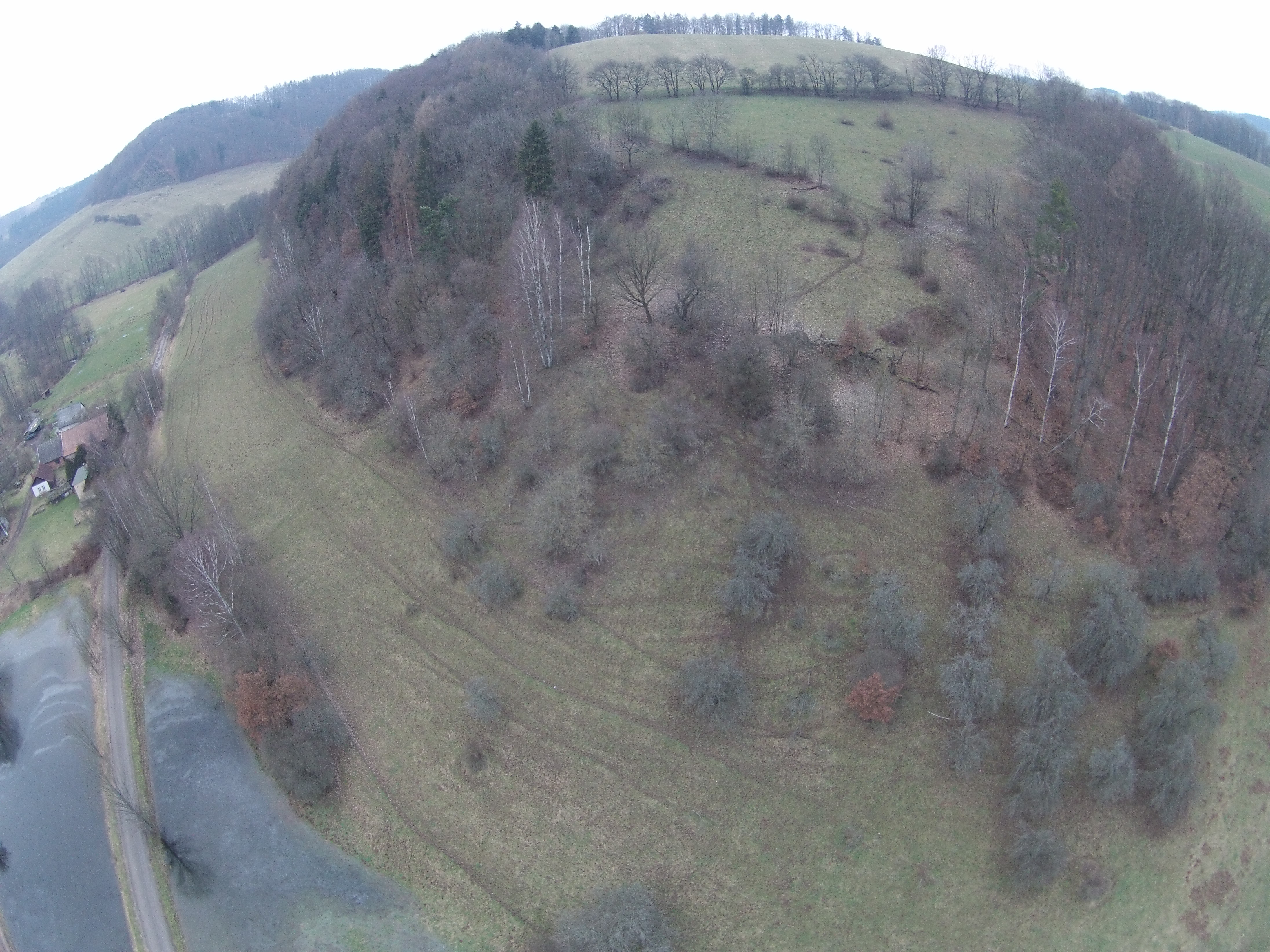
Pohled z výšky